# Ricardo Viñes
Ricardo Viñes, född 5 februari 1875 i Lleida, Spanien, död 29 april 1943 i Barcelona, var en spansk pianist, berömd för att ha uruppfört många verk av Maurice Ravel och Claude Debussy. Han var också pianolärare till kompositören Francis Poulenc.
Viñes studerade pianospel för Charles de Bériot vid Pariskonservatoriet, och komposition och harmonilära för Benjamin Godard och Albert Lavignac. Han lär ha influerat Ravel i komponerandet. Han hjälpte bland annat till med korrekturläsning. Han var medlem i en grupp med namnet Les Apaches.
Viñes uruppförde bland annat Ravels Menuet antique (1898), Jeux d'eau (1902), Pavane pour une infante défunte (1902), Miroirs (1906), och Gaspard de la nuit (1909). Både Menuet antique och den andra satsen av Miroirs, Oiseaux tristes (Ledsna fåglar), tillägnades Viñes.  Ravel tyckte det var roligt att dedicera ett sådant opianistiskt verk till just en pianist, och han var lika kristisk mot Viñes spel (trots att de var vänner), som han var mot någon annan som spelade hans verk. Eftersom Viñes var något feminin till sin karaktär, och både han och Ravel var eviga ungkarlar, ledde det många att tro att de var mer än vänner. Viñes dagbok, om deras tio år tillsammans, varken bekräftar eller dementerar detta.
Viñes blev känd för att presentera ny musik, särskilt fransk och spansk sådan, även om han också uruppförde rysk musik. Han uruppförde också verk av kompositörer som Erik Satie, Manuel de Falla, Déodat de Séverac och Isaac Albéniz.
Såsom tonsättare är han mest känd för "Deux Hommages" för Séverac respektive Satie. Han lät också publicera artiklar om spansk musik i både spanska och franska publikationer.